# IC 5100
IC 5100 је спирална галаксија у сазвјежђу Паун која се налази на листи објеката дубоког неба у Индекс каталогу.
Деклинација објекта је - 65° 55' 59" а ректасцензија 21h 21m 43,4s. Привидна величина (магнитуда) објекта IC 5100 износи 13,9 а фотографска магнитуда 14,6. Налази се на удаљености од 74,900 милиона парсека од Сунца. IC 5100 је још познат и под ознакама ESO 107-24, IRAS 21175-6608, PGC 66628.